# Soulstice
Soulstice è un videogioco hack and slash sviluppato dallo studio italiano Forge Reply. È stato pubblicato per PlayStation 5, PC e Xbox Series X/S nel 2022. Una versione per PlayStation 4 è stata resa disponibile il 20 giugno 2023.

## Modalità di gioco
Soulstice è un classico videogioco d'azione ispirato alle serie Devil May Cry e Bayonetta.

## Accoglienza
Le versioni per PlayStation 5 e Xbox Series X/S hanno un punteggio di 72 su 100 su Metacritic mentre quella per Windows 68 su 100. Tra le criticità sollevate più spesso nelle recensioni si segnala l'impossibilità di modificare l'inquadratura da parte del giocatore.